# José Manuel Moreno Fernández
José Manuel Moreno Fernández (1916 - 1978), conegut simplement com a José Manuel Moreno o "El Charro", va ser un futbolista argentí que va jugar com a interior dret a diversos clubs de l'Argentina, Mèxic, Xile i Colòmbia. Com a futbolista del Club Atlético River Plate fou un dels integrants de la davantera anomenada La Màquina. Va ser el primer futbolista a guanyar les lligues de quatre països diferents. El 1999 va ser elegit entre els 25 millors futbolistes del segle xx, i el cinquè millor de Sud-amèrica per la Federació Internacional d'Història i Estadística de Futbol.

## Trajectòria
José Manuel Moreno va néixer al veïnat de La Boca, a Buenos Aires, i va créixer als voltants de l'estadi de Boca Juniors: La Bombonera.
Als quinze anys, va intentar entrar a les categories inferiors de Boca Juniors, encara que no ho va aconseguir. Moreno llavors va entrar al planter del CA River Plate, rival de Boca Juniors, el 1933, en ser recomanat per Bernabé Ferreyra, davanter de River.

### River Plate(1935-1944)
Als divuit anys, Moreno va participar en una gira amb altres joves jugadors del club per Brasil. El seu primer partit va ser contra l'equip brasiler de Botafogo. En tornar a Buenos Aires, va debutar a la Primera Divisió argentina el 17 de març de 1935, marcant un gol i guanyant per 2-1 al CA Platense. Va formar part de l'equip que guanyà els títols de 1936 i 1936, esdevenint una peça clau al planter de River que seria recordat com La Máquina, famós per la seva línia ofensiva formada per Moreno, Adolfo Pedernera, Ángel Labruna, Juan Carlos Muñoz, i Félix Loustau, dominant el futbol argentí durant la primera meitat dels anys 40. Durant aquests anys guanyà els campionats argentins de 1941 i 1942.

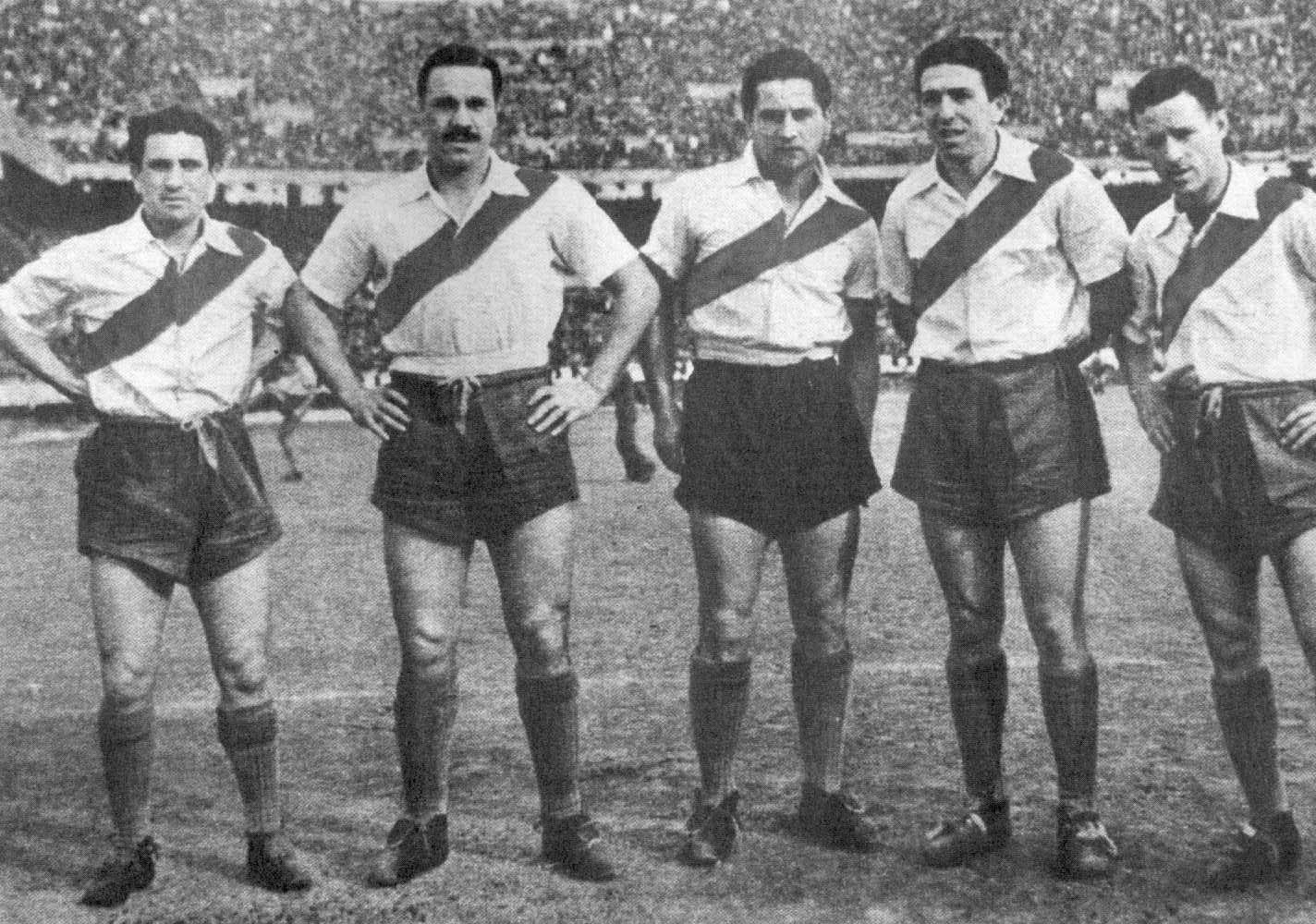
Juan Carlos Muñoz, José Manuel Moreno, Adolfo Pedernera, Ángel Labruna i Félix Loustau: davanters de River.

### Estada a Mèxic (1944-1946) i retorn a Sud-amèrica
Moreno va marxar a Mèxic fitxant pel Club España el 1944. Amb el seu nou club va guanyar el títol de lliga de 1945-46, tornant a l'Argentina, on s'havia guanyat el sobrenom de el Charro. Es va reincorporar a River Plate cap a finals de 1946. Després de tres temporades més al conjunt de Buenos Aires, guanyant un altre campionat de lliga, va fitxar per la Universidad Católica de Xile, on en només una temporada va aconseguir el títol de lliga. Va tornar a l'Argentina el 1950 per formar part de Boca Juniors, jugant-hi vint-i-dos partits i tornant al club xilè.
El 1952 va marxar a l'Uruguai, per jugar amb el Defensor Sporting Club. A l'any següent tornà a l'Argentina per jugar quinze partits amb Ferrocarril Oeste.

### Colòmbia
El 1954 va incorporar-se al Independiente de Medellín, a Colòmbia, on finalitzaria la seva trajectòria com a professional. El 1955 guanyà el campionat colombià, esdevenint el primer jugador a guanyar els campionats de lliga de quatre països diferents. El 1957 guanyà el seu darrer títol de lliga, el segon amb l'Independiente. Va exercir també d'entrenador al conjunt colombià, retirant-se a un amistós contra Boca Juniors el 1961, a un partit en que participà tant d'entrenador com de jugador.

### Selecció argentina
Al cap de poc de debutar amb River Plate, el 1936 va ser convocat amb la selecció argentina. Amb l'albiceleste va guanyar tres Copes Amèrica el 1941, 1942 i 1947.
El 22 de gener de 1942 va aconseguir marcar cinc gols en un partit de la Copa Amèrica contra Equador, amb un resultat final de 12-0. Durant aquest partit va assolir tres fites històriques: el gol número 500 de la competició sud-americana, la diferència de gols més gran a un partit de la competició, i el nombre més elevat de gols d'un jugador en un mateix partit, empatat amb l'uruguaià Héctor Scarone, l'argentí Juan Marvezzi i el brasiler Evaristo.